# Jahrbuch der drahtlosen Telegraphie und Telephonie
Das Jahrbuch der drahtlosen Telegraphie und Telephonie, später Zeitschrift für Hochfrequenztechnik und schließlich Hochfrequenztechnik und Elektroakustik, war eine deutschsprachige Fachzeitschrift zur Hochfrequenz- und Funktechnik, später auch zur Elektroakustik. Sie erschien ab 1907 zunächst zweimonatlich.
Der Fokus lag, wie der Titel sagt, auf der um 1900 neu aufgekommenen Funktelegrafie und der Funktelefonie. Der Titel wurde in den ersten Jahren noch um die Angabe „sowie des Gesamtgebietes der elektromagnetischen Schwingungen“ erweitert und präzisiert.
Mehrere Hefte eines Jahrgangs wurden in unregelmäßigen Abständen zu Jahrbüchern oder Halbjahresbüchern zusammengefasst.

## Geschichte
Diese renommierte Fachzeitschrift erschien viele Jahrzehnte lang. Dabei blieb der eine Teil des Titels Jahrbuch der drahtlosen Telegraphie und Telephonie zwar erhalten, wurde jedoch später zum Untertitel, während der andere Teil entsprechend dem technischen Fortschritt und dem jeweiligen Stand der Technik geändert wurde.
- 1908–1923 … sowie des Gesamtgebietes der elektromagnetischen Schwingungen
- 1924–1931 … Zeitschrift für Hochfrequenztechnik
- 1932–1971 … Hochfrequenztechnik und Elektroakustik

Herausgeber war zunächst Gustav Eichhorn (1867–1954), ein deutscher Rundfunkpionier, der in der Schweiz wirkte. Danach war es viele Jahre lang Eugen Nesper (1879–1961), ein Pionier der Funktechnik und des Rundfunks sowie Autor zahlreicher Lehrbücher und unzähliger Fachartikel. Ihm folgte in den 1930er-Jahren Jonathan Zenneck (1871–1959), ebenfalls ein herausragender Funkpionier sowie unter anderem von 1913 bis 1939 Inhaber des Lehrstuhls für Experimentalphysik in München.
Zu den zahlreichen Mitarbeitern und Autoren, die zum Gelingen beitrugen und Artikel veröffentlichten, zählten Persönlichkeiten wie Graf Arco, Braun, Fleming, De Forest, Marconi, Poulsen, Righi, Slaby und Wien, um nur einige Namen zu nennen.